# Route départementale 906 (Auvergne)
Pour les articles homonymes, voir Route départementale 906.
En France, et plus précisément dans l’est de la région Auvergne, la route départementale 906 ou RD 906 relie Cussac-sur-Loire à Loudes en contournant Le Puy-en-Velay par l’ouest puis de Saint-Paulien à Vichy et de Magnet à Saint-Gérand-le-Puy. (les départements traversés étant la Haute-Loire, le Puy-de-Dôme et l’Allier).
Avant les déclassements de 1972, il s’agissait de l’ancienne route nationale 106, qui reliait Nîmes dans le département du Gard à Saint-Gérand-le-Puy dans l’Allier. Cependant, la section évitant Le Puy-en-Velay de la RD 906 n'a rien à voir avec l'ancienne nationale 106.
Le tronçon Vichy – Creuzier-le-Neuf est un tronçon commun avec la RD 2209 (ancienne RN 209) et celui de Creuzier-le-Neuf à Magnet avec la RD 907.
Son altitude est supérieure à 800 m en Haute-Loire, mais inférieure à 300 m entre Vichy et le confluent Allier–Dore.

## De Saint-Paulien à Saint-Gérand-le-Puy

### Description de la route

#### De Saint-Paulien à Ambert
La RD 906 suit la Dore d’Arlanc jusqu’à Ris. Elle y passe deux fois au-dessus, à Ambert et à Courpière.
D’Arlanc à Ambert, elle suit également, sur environ 16 kilomètres en ligne droite, la ligne de chemin de fer du train touristique du Livradois-Forez. Son altitude est alors voisine de 540-550 mètres.

#### D’Ambert à Thiers
Entre Ambert et Courpière, la route subit un grand nombre de virages (au moins 40 sur 39 kilomètres, soit en moyenne un virage par kilomètre). Elle passe à 2×2 voies au niveau de la côte de Piboulet jusqu’à Courpière. À partir de cette commune, il n’y a pas de pente notable jusqu’au raccordement avec la RD 2089 ex-RN 89 et au-delà.
La ville de Thiers est désormais contournée par l'ouest de la ville (près de Pont de Dore). Depuis la fin des années 1970, un échangeur portant le numéro 2 (Thiers-Ouest) permet d'accéder à l'autoroute A 89 (anciennement A 72).

#### De Thiers à Vichy
Après Puy-Guillaume, l’altitude ne dépasse plus 300 mètres. Après Ris, elle suit désormais la rivière Allier et le chemin de fer fermé à la circulation des voyageurs de Saint-Germain-des-Fossés à Darsac, jusqu’à Vichy. La RD 906 passe alternativement à 2+1 et à 1+2 voies sur 5 kilomètres après la limite avec le département de l’Allier.
À partir de Saint-Yorre, la route reste à deux voies de circulation. Un radar automatique (vitesse 90 km/h) a été implanté ; en entrant dans le bourg d’Abrest il existe même une zone 30 à la suite de l’aménagement du bourg réalisé entre 2008 et 2010 avec trois ralentisseurs. Un arrêt de bus a été aménagé au niveau même d’un des ralentisseurs (le plus long) (société de transport en commun MobiVie (ligne D), et transport à la demande, Mobival). Son altitude est voisine de 280 mètres. Pour terminer, elle entre à Vichy (la route n’est plus à caractère prioritaire), avenue Poincaré.
La RN 106 continuait vers la rue du Maréchal Lyautey puis la rue du Maréchal Foch, en direction du centre ville de Vichy. Une plaque « N.106 » avec « Restauration » indique que la RN 106 passait par le centre même de Vichy et donc a été créée sous la Restauration.
La rue de Thiers (n’appartenant pas à la RD 906) mène vers le centre hospitalier de Vichy. Depuis l’intersection avec le pont se dirigeant vers la rue du Maréchal Lyautey, sa structure est : carrefour giratoire réalisé fin 2006 avec intersection avec la rue du Vernet et le Boulevard de l’Hôpital. L’axe reste tout de même dangereux, le trafic de transit s’effectuant par ledit boulevard.
Pour éviter la traversée de ces trois dernières communes du département de l’Allier, le contournement sud-ouest a été réalisé. La RD 906 a été nommée pour le contournement à l’ouest (afin de rejoindre l’autoroute A 719). De l'intersection avec le contournement Sud-Ouest et jusqu'à Saint-Gérand-le-Puy, la RD 906 a été renommé RD 906E. En 2006 la section Saint-Yorre – Vichy comptait plus de 8 500 véhicules par jour.

### Itinéraire
Ici, le kilométrage est indiqué de la manière suivante : kilométrage cumulatif, puis à compter de la limite du département.
Les communes traversées sont, du sud au nord :
Département de la Haute-Loire :
- Saint-Paulien (km 23)
- Saint-Geneys-près-Saint-Paulien (km 26 - accès D 283)
- Col de la Croix de l'Arbre (altitude 1 004 m, km 28)

Un radar automatique (90 km/h)
- Bellevue-la-Montagne (km 33,5 / PR ??)
- Félines (km 43 / PR ??)
- La Chaise-Dieu (km 50 / PR ??)

Département du Puy-de-Dôme :
- Dore-l'Église (km 59 / PR 6)
- Arlanc (km 63 / PR 10)
- Marsac-en-Livradois (km 70 / PR 15)
- Ambert (km 79 / PR 24)
- Vertolaye (km 92 / PR 37)
- Marat
- Olliergues (km 102 / PR 43)
- Saint-Gervais-sous-Meymont (km 107 / PR 48)
- Giroux-Gare, commune d'Augerolles (km 109 / PR 50)
- Courpière (km 120 / PR 61)
- Néronde-sur-Dore (km 125 / PR 66)
- Peschadoires (km 128 / PR 69)
- Contournement ouest de Thiers
  - Échangeur A89/E70  32 (ex-A72  2) par carrefour giratoire (km 134 / PR 75)
- Paslières (km 144 / km 85)
- Puy-Guillaume (km 147 / PR 88)
- Ris-Gare, commune de Ris (km 152 / PR 93)

Département de l’Allier :
- Mariol (contourné) (km 154 / PR 1)
- Saint-Yorre (contournement) (km 157)

Département du Puy-de-Dôme :
- Saint-Priest-Bramefant (km 157)
- Saint-Sylvestre-Pragoulin(km 159)

Département de l’Allier :
- Hauterive (km 161)
- Brugheas (km 167)
- Serbannes (km 171)
- Espinasse-Vozelle, où elle rencontre la A 719 et la RD 2209 (km 175)

RD906E (De Saint-Yorre à Saint Gérand le Puy, Allier)
- Saint-Yorre (km 160 / PR 7)

Un radar automatique (90 km/h)
- Abrest (km 164 / PR 11)
- Vichy (km 167)
- Tronc commun avec la RD 2209 (ex-RN 209) et la RD 907
- Magnet (km 167)
- Saint-Gérand-le-Puy, où elle rencontre la RN 7 (km 173).

## De Cussac-sur-Loire à Loudes
Dans le département de la Haute-Loire, il existe une portion de RD 906 reliant Cussac-sur-Loire à Loudes (Coubladour).
Cette route est la déviation ouest du Puy-en-Velay, qui permet de rejoindre la RN 88 vers Aubenas, Mende, Montélimar et la vallée du Rhône ou vers la RN 102 vers Clermont-Ferrand, Aurillac et Brioude.
Il ne s'agit pas d'un ancien tronçon de la RN 106 puisque celle-ci avait alors une section commune avec la RN 88 du Puy-en-Velay à Landos et avec la RN 102 de Borne au Puy-en-Velay et de Landos à Lespéron mais plutôt d'aménagements d'anciens chemins départementaux, en particulier du CD 27.
La traversée de la RD 906 vers La Chaise-Dieu (après la RN 102) est interdite aux poids lourds. Pour rejoindre Vichy, les poids lourds doivent suivre Clermont-Ferrand par les autoroutes A 75 et A 71, puis l’antenne de Gannat (A 719), la RD 2209 puis les RD 6 et 6E.
Cette déviation ne traverse aucun village.
Du sud-est au nord-ouest, les communes traversées sont :
- Cussac-sur-Loire
- Saint-Christophe-sur-Dolaison
- Bains
- Vergezac
- Chaspuzac
- Loudes et son aérodrome

## Altitudes
- Jusqu’à La Chaise-Dieu, l’altitude est généralement supérieure à 850 m ; elle atteint 1 004 m au col de la Croix de l’Arbre.
- D’Arlanc à Vertolaye via Marsac-en-Livradois et Ambert, elle est supérieure à 500 m.
- Après Courpière, et jusqu’à Puy-Guillaume via le contournement ouest de Thiers la route n’est plus sinueuse. Son altitude varie entre 300 et 400 m.
- Après Puy-Guillaume et dans le département de l’Allier, elle est quasi inférieure à 300 m (Ris-Gare : 280 m ; Abrest : 280 m).

## Intersections
Cette liste n’est pas exhaustive :

### Haute-Loire
- La RD 13 à Saint-Paulien
- La RD 1 à Bellevue-la-Montagne
- La RD 498 à Félines
- La RD 499 à La Chaise-Dieu
- La RD 588 menant vers Brioude

### Puy-de-Dôme
- La RD 202 à Dore-l'Église
- La RD 205 menant vers Viverols
- La RD 996 à Ambert
- Les RD 268A et 67 à Vertolaye
- La RD 40 au sud-est d’Olliergues menant vers Chalmazel
- La RD 225 à Saint-Gervais-sous-Meymont
- La RD 42 menant vers Vollore-Montagne
- Les RD 223 et 58 à Courpière
- La RD 2089 à Pont de Dore, commune de Peschadoires
- La RD 400 (ex RD 906A) menant vers Thiers
- La RD 63 à Puy-Guillaume
- La RD 59 : Châteldon
- La RD 43 : Ris ; Randan, Saint-Priest-Bramefant, Port de Ris

### Allier
- La RD 260 : Mariol
- La RD 906E, l'ancienne RD 906 avant que le contournement ne soit fait (à Saint-Yorre)
- La RD 1093 : Brugheas

RD 906E:
- La RD 121 à Saint-Yorre : Saint-Yorre (rivière Allier) – Nizerolles (RD 7). Elle est la continuité de la RD 434 dans le Puy-de-Dôme. Elle est longue de 22 km et traverse la montagne bourbonnaise. L’altitude est supérieure à 500 m à Nizerolles (environ 270 m sur la rivière Allier).
- La RD 426 à Abrest : Vichy (Avenue du Président John-Fitzgerald-Kennedy ex-Avenue Napoléon-III) – Abrest. Longue de 3,5 km, elle est aussi parallèle à la RD 906.
- La RD 126 à Abrest : Cusset – Abrest via les hauteurs de Vichy. Elle est longue de 3,1 km.

## Sites remarquables
Liste des curiosités, visibles à 8 kilomètres aux alentours de la RD 906 :
- Château de la Rochelambert (sud-ouest de Saint-Paulien)
- Abbaye de la Chaise-Dieu
- Chemin de fer touristique
- Maison du Parc naturel régional Livradois-Forez à Saint-Gervais-sous-Meymont
- Château de la Barge (vers Courpière)
- Musée de la Coutellerie à Thiers
- Vallée des rouets à  Thiers
- Vallée des usines à Thiers
- Vallée de la Credogne (vers Puy-Guillaume)
- Château de Busset (par D 121)
- Source Vichy Saint-Yorre (par D 121E)
- Site des Hurlevents (au Vernet, altitude 433 m)
- la célèbre ville thermale de Vichy
- Électrodrome de Magnet

## Lieux sensibles
- km 157,5 / km 10,5 Allier, Abrest — Depuis 2006, la chaussée ainsi que les trottoirs ont été refaits, ce qui engendre (malgré l’augmentation du trafic) un rétrécissement de la chaussée ; depuis 2008, la « zone 30 » remplace la vitesse initialement limitée à 30 km/h avec la création de part et d’autre de la zone de deux passages surélevés. Les travaux de réaménagement de la RD 906 se sont effectués en deux phases : avenue de Thiers (2008) puis avenue de Vichy.
- Entre Courpière et Thiers via Néronde-sur-Dore, le troncon est le plus accitentogène de la route.

## Trafic
Allier
- 7 302 véhicules par jour au sud de Saint-Yorre
- La section la plus chargée est Saint-Yorre – Vichy, avec plus de 8 500 véhicules par jour